# Phillip Lee
Phillip Lee (Taplow, 1970. szeptember 28. –) brit orvos, politikus, a berkshire-i Bracknell képviselője az alsóházban. Lee 2010 óta tagja a parlamentnek. Három ízben választották meg, mindháromszor a Konzervatív Párt képviseletében. 2019. szeptember 3-án azonban egy látványos demonstráció keretében – Boris Johnson miniszterelnök parlamenti beszéde közben – átült a Liberális Demokraták közé. Ezzel a konzervatívok vezette koalíció kisebbségbe került a képviselőházban.